# 鐵道擬人化
鐵道擬人化，是一種把鐵道車輛或鐵道相關事物（如車站等）以擬人化方式演繹成人型「角色」的藝術概念／手法，屬於二次創作眾多手法之一。
鐵道擬人化又按性質分為不同類型的擬人化手法。按目標原形態分類，最常見的有譬如「鐵道車輛擬人化」、「鐵道車站擬人化」和「鐵道路線擬人化」；按程度分類，則有分為「直接擬人化」（基本擬人化，大致保留了目標原形態的外形、線條和各種細節比喻等）、「間接擬人化」（如：萌擬人化）或上述兩者之間任何程度。

## 御宅族文化與鐵道擬人化

### 御宅族調鐵道擬人化的歷史

#### 上海地鐵擬人化
上海地鐵擬人化屬於鐵道路線擬人化，為網友自發創作。擬人化后上海的13條地鐵線路的關係為兄弟姐妹。1號線是一位穿紅色衣服的16歲男孩，性格成熟穩重；2號線是一位帶著眼鏡、喜歡琢磨高科技的酷酷的少年；而排行第6、第7、第11和第13的則都還是懵懵懂懂的小妹妹，一家子其樂融融……這戶人家的家長名叫“上鐵先生”。链接标签擬人化的軌交形象在網絡上深入人心，並得到了相關部門的支持。上海地鐵擬人化的形象受到日本動漫的影響，同時結合該線路運行的特點和乘客的特徵。

## 「朱鷺325號」
2004年10月23日17時56分，一列在日本浦佐至長岡區間中行駛中的上越新幹線列車（車次為「とき325號」〔即「朱鷺325號」〕，車款為200系翻新版，編成序號為K25）遇上新潟縣中越地方發生黎克特制6.9級地震引致脱線──這是自1964年日本新幹線系統啟用以來首次有新幹線列車在營業運行時間脱線（詳見上越新幹線出軌事故）。肇事列車就在二頻道網站的「臨時地震板」被二次創作成為鐵道擬人化角色「とき娘」（朱鷺娘），並把脫線事故給擬人化演繹。

## 港鐵人物誌
香港鐵路官方於2009年末推出了一系列鐵道車站擬人化的角色，方法是把部份香港鐵路車站的歷史、背景、使用情況等參數隱喻於一些自創形象角色的服裝、性格、成份背景之設定當中，屬於間接式的鐵道車站擬人化手法。

## 電光快車俠
日本動畫作品《電光快車俠》中，將所有的新幹線火車頭擬人化，成為故事中最亮眼的主要角色群；另外與主要角色對立的反派人物則以舊式的蒸氣火車加以擬人化，與新穎的新幹線火車頭作為強烈對比。

## 相關項目
- 萌擬人化
- 铁道少女project
- 「Fastech娘」（ファステックたん, Fastech-tan
- 「KTT公主」（Princess KTT），又稱《九廣通公主》，以九廣鐵路KTT客車（「九廣通」雙層廣九直通車）為藍圖設計的鐵道車輛擬人化角色。[2][3][4][5]
- 「千九公主」（Princess SP1900），以九廣鐵路SP1900型電動列車（俗稱「千九」）為藍圖設計的鐵道車輛擬人化角色。[6][7][8][9][2][3][4]